# Asalto Navideño, Vol. 2
Asalto Navideño, Vol. 2 (en inglés Asalto Navideño, Vol. II) es el noveno álbum de estudio y segundo álbum navideño de la orquesta neoyorquina de salsa Willie Colón & Héctor Lavoe en colaboración con el puertorriqueño Yomo Toro.

## Contexto y publicación
El proyecto es una seguidilla de Asalto Navideño, lanzado en diciembre de 1970 en un contexto navideño. El segundo volumen lanzado el 17 de octubre de 1973 fue destacado como uno de los mejores discos de Fania Records. Fue el penúltimo álbum en conjunto del dúo de Willie Colón con Héctor Lavoe.

## Lista de canciones
| Asalto Navideño, Vol. II |                             |                                             |          |  |
| N.º                      | Título                      | Compositor(es)                              | Duración |  |
| 1.                       | «Pescao (Potpourri Sambao)» | Etelvina Maldonado                          | 5:39     |  |
| 2.                       | «Recomendación»             | Héctor Lavoe                                | 3:54     |  |
| 3.                       | «La Banda»                  | Marty ShellerWillie Colón                   | 3:03     |  |
| 4.                       | «Doña Santos»               | Roberto Garcia                              | 4:20     |  |
| 5.                       | «Cantemos»                  | Roberto García                              | 6:09     |  |
| 6.                       | «Pa' los pueblos»           | Héctor Lavoe, Johnny Pacheco y Willie Colón | 3:43     |  |
| 7.                       | «Arbolito»                  | José Barros                                 | 4:58     |  |
| 8.                       | «Tranquilidad»              | Johnny Pacheco, Willie Colón                | 4:42     |  |
| 36:31                    |                             |                                             |          |  |